# 黃建中 (版畫家)
黃建中（？—？），字子立，明末清初版畫刻工。

## 生平
黃建中刻工精丽谨严，不失画意，独具一格。以刻制陈老莲於崇祯年間刻本《九歌图》和清顺治年間《博古葉子》刻本著名。与刘应祖、刘启先、洪国良、黄汝耀等，同刻《新刻绣像批评金瓶梅》崇祯刊本。

## 家族
曾祖黄铣、祖父黄烈、父黄一彬，皆為安徽新安（今歙縣）镌刻高手。